# Tianhe Stadium
Estádio Tianhe (Chinese: 天河体育中心体育场) é um estádio localizado na cidade de Guangzhou, China. Tem  capacidade para 58.500 pessoas e é usado pelo maior campeão chinês o Guangzhou Evergrande.

## História
Foi construído em 1987 e foi e foi inaugurado em 1991 quando recebeu a final da Copa do Mundo de Futebol Feminino. O estádio já sediou grandes multidões e abriga os jogos do time de futebol local o Guangzhou Evergrande.
O estádio sediou a final de futebol dos Jogos Asiáticos de 2010 e a final da AFC Champions League por duas vezes (2013 e 2015).